# Schlesische Gesellschaft für vaterländische Kultur

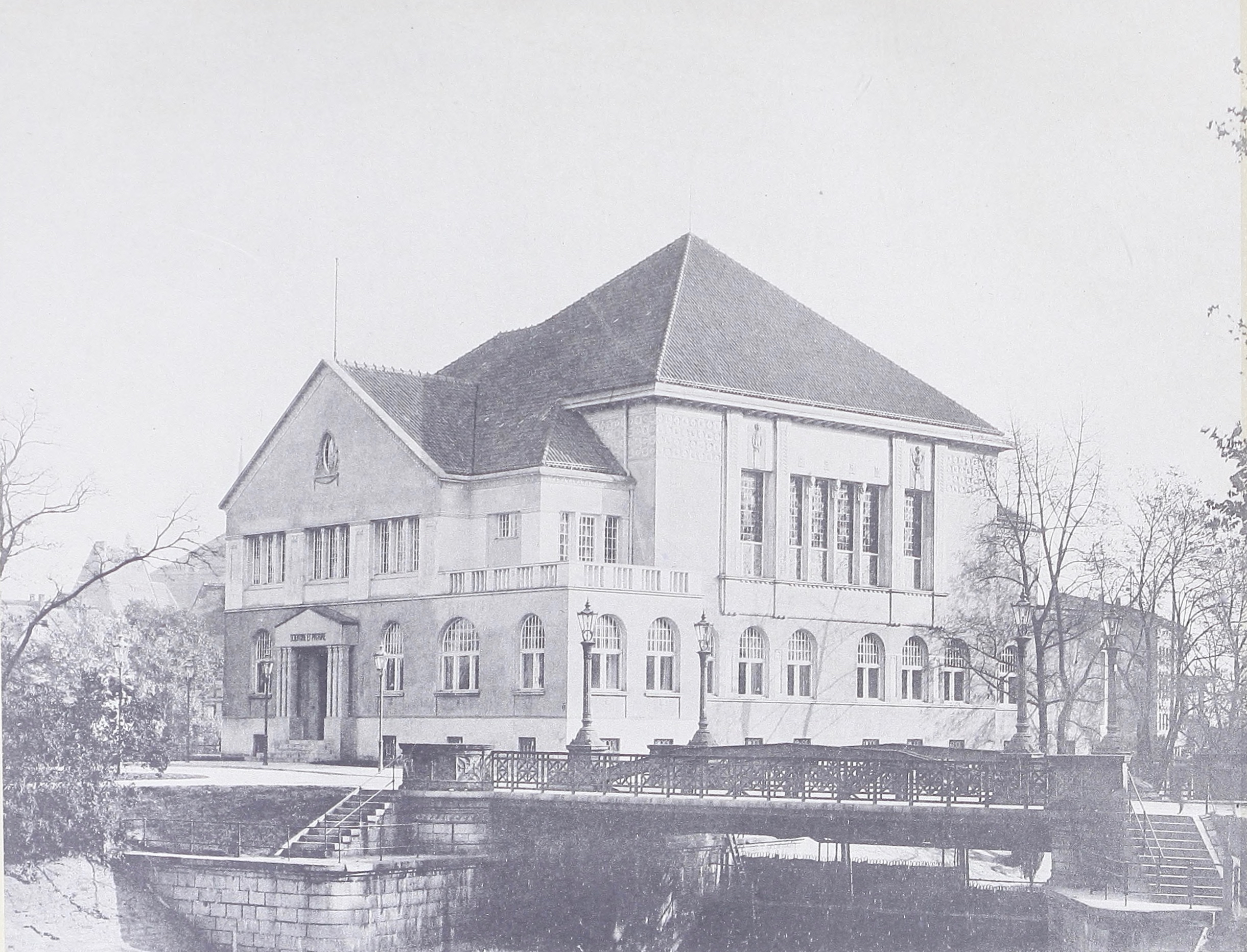
Haus der Schlesischen Gesellschaft für vaterländische Kultur

Die Schlesische Gesellschaft für vaterländische Kultur war die Nachfolgerin der Patriotischen Sozietät, die in Schlesien durch Aufklärung des Volkes Landwirtschaft und Industrie heben sowie das Verständnis für wissenschaftliche Forschung verbreiten wollte, vorzugsweise auf dem Gebiet der Mathematik und Naturwissenschaft. Zweck der Gesellschaft war ganz allgemein die Erleichterung und Belebung des Studiums der Mathematik und sämtlicher Naturwissenschaften in Schlesien.

## Vereinsgeschichte

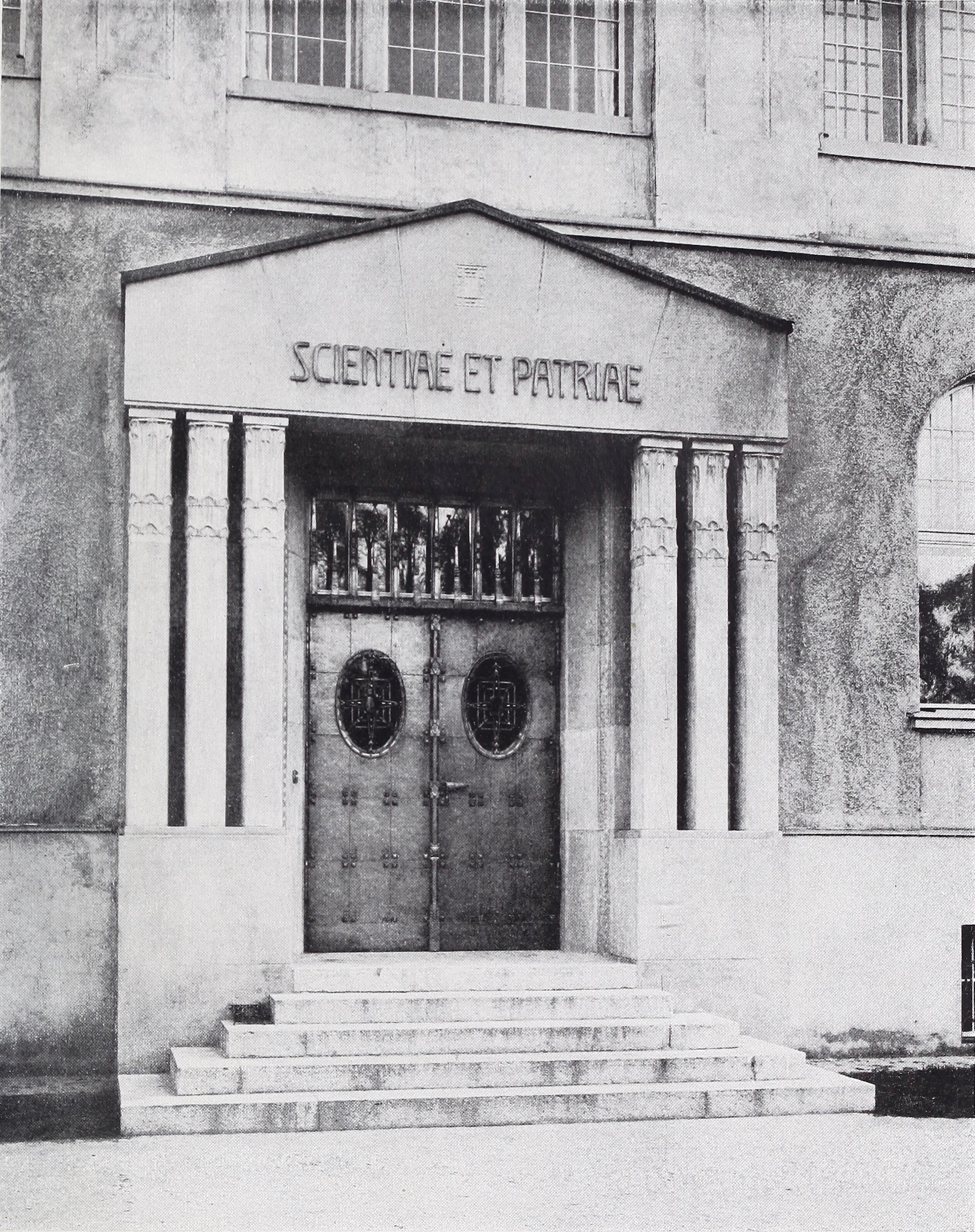
Haus der Schlesischen Gesellschaft für vaterländische Kultur – Portal

Christian Heinrich Müller (1772–1849) gründete am 17. Dezember 1803 in Breslau die Gesellschaft von Freunden der Naturwissenschaften, welche ab Mitte 1804 unter dem Namen Gesellschaft zur Beförderung der Naturkunde und Industrie Schlesiens offiziell durch eine eigene Satzung von den Behörden genehmigt wurde. Ab 1809 nannte sie sich Schlesische Gesellschaft für vaterländische Cultur.
Die von Müller angeregte Gesellschaft, deren erster Sekretär er auch wurde, „sollte das Studium der Mathematik und der Naturwissenschaften in Schlesien beleben, mit beständiger Beziehung auf das wirkliche Leben und die Bedürfnisse der Provinz, Schlesien in naturgeschichtlicher, physikalischer und technischer Hinsicht genau kennen lernen, der Unkunde entgegentreten, die in manchen Zweigen der Industrie noch herrscht, durch ständige Korrespondenz zwischen den Männern in der Hauptstadt und in der Provinz, Austausch der Ideen und Erfahrungen, Errichtung einer Bibliothek, einer Naturaliensammlung, eines physikalischen Kabinetts. Gleich willkommen werden Techniker, Fabrikanten und Manufakturisten, wie Astronomen, Mathematiker, Physiker, Chemiker usw. sein, sowie Jeder andere.“
Der Wahlspruch der Gesellschaft, welche auch trotz ihrer späteren Umbenennung beibehalten wurde, lautete NATURÆ ET PATRIÆ – Der Naturkunde und dem Vaterland. Zum Siegel der Gesellschaft wurde ein Erdglobus gewählt, auf dem Silesia zu lesen war und auf dessen Fußgestell der Hammer und die Spindel, von denen alle Gewerbe in Schlesien ausgegangen waren, liegen. Oberhalb steht das Motto der Gesellschaft NATURÆ ET PATRIÆ, und unterhalb der 17. Dezember 1803 als der Stiftungstag.
Der Organisationsplan von 1804 sah die Erforschung Schlesiens in naturhistorischer, physikalischer und technischer Hinsicht vor. Ziel des gemeinnützigen Vereins war die Hebung von Landwirtschaft, Industrie und öffentlicher Wohlfahrt in der Provinz Schlesien. Zu diesem Zweck wollte die Gesellschaft allen befähigten Männern durch Beratungen, Vorträge und Korrespondenz als Forum des Erfahrungsaustausches und als Wissenszentrum dienen.
Der in Schlesien regierende Geheime Staatsminister Karl Georg von Hoym bestätigte diese Satzung am 22. September 1804, und die Mitglieder trafen sich von nun an regelmäßig zum geselligen Zusammensein, bei welchem naturwissenschaftliche und technische Vorträge gehalten wurden. Die Regelmäßigkeit der ersten Sitzungen und der große Eifer der Mitglieder bewies, wie ernst man es mit der neu gegründeten Gesellschaft meinte. Die Versammlungen teilten sich in ordentliche und außerordentliche, die ersteren in wöchentliche, monatliche und jährliche. Die wöchentlichen und monatlichen Versammlungen wurden freitags gehalten und nachmittags um 5 Uhr eröffnet. Bis zur Schaffung eines eigenen Vereinsjournals 1806 veröffentlichte die Gesellschaft ihre Sitzungsprotokolle in den Schlesischen Provinzialblättern.
Die einheimischen Mitglieder zahlten monatlich einen Reichstaler und hatten das Recht, täglich das Versammlungszimmer zu besuchen, Journale und Bibliothek zu benutzen und in den wöchentlich stattfindenden allgemeinen Versammlungen, worin Vorträge gehalten wurden, zu erscheinen. Die Zahl der Mitglieder wuchs trotz der hohen Beiträge rasch auf über 200.
Durch die zweijährige, französische Besetzung Breslaus durch Napoleon 1807/1808 kam die Gesellschaft in finanzielle Schwierigkeiten, und nach dem Abzug der französischen Besatzungstruppen wurde sie am 18. Dezember 1808 umgeformt und erweitert in die Schlesische Gesellschaft für vaterländische Cultur. Unter diesem Namen bestand sie bis 1945 fort. In ihrer Konstitutionssitzung wurde ihr Programm von Samuel Gottfried Reiche verkündet: „Die ihrem Namen auf Beförderung der Naturkunde und Industrie eingeschränkte Gesellschaft wird zu dem allgemeinen Institut einer Gesellschaft der Schlesier für ihr Vaterland, an welches alles Geistvolle, jedes treue an Vaterland und Regierung festhängende Herz sich anschließt. Um aber eine sorgfältige Verfolgung einzelner Gegenstände mit der Allgemeinheit der Bestrebungen zu vereinigen, so erwächst das harmonische Ganze aus einzelnen, Sectionen genannten, kleinen Vereinen, welche sich zu belehrender Unterhaltung und zur Untersuchung von Gegenständen aus bestimmten Fächern verbinden. Was bisher das Ganze ausmachte, die Gesellschaft für Naturkunde und Industrie wird also nur zu einem Teile des erweiterten Kreises. Aus ihr selbst gehen vielleicht einzelne Tochterstämme, als für Entomologie, Botanik, technische Chemie, Ökonomie aus, und neben sie stellen sich Verbindungen von Pädagogen, von Freunden der Geschichte, von Rechtsgelehrten, Ärzten und von Männern anderer Fächer. So werden Männer von Geist und starkem, festen Willen sich jeder in den Fächern offenbaren, für welche sie entschiedenes Talent und Neigung haben; sie werden sich gegenseitig entzünden und begeistern für allgemeines Wohl, die Kenntnisse, Beobachtungen und Ideen der Einzelnen werden Gemeingut aller werden, und siegreich vielleicht wird man die Indolenz vieler bekämpfen, welche ein Grosses tun könnten für des Landes Heil.“
Die Bestätigung der Schlesischen Gesellschaft erfolgte durch König Friedrich Wilhelm III. am 13. November 1809 als „eine Vereinigung vieler Männer von Geist, Kenntnissen, Einsichten und Gemeinsinn zu belehrenden Unterhaltungen und zu gemeinschaftlichen Untersuchungen wissenschaftlicher und gemeinnütziger Gegenstände“. Kurz darauf nahm die Schlesische Gesellschaft ihre Arbeit wieder auf.
Die eigentliche Arbeit der Schlesischen Gesellschaft wurde innerhalb der einzelnen Sektionen geleistet. Die Gesellschaft zur Beförderung der Naturkunde und Industrie von 1804 ging 1809 in die Schlesische Gesellschaft für vaterländische Cultur auf, wurde in ihr zur Sektion für allgemeine Naturkunde. Im Dezember 1820 wurde dann aus ihr die bedeutende naturwissenschaftliche Sektion der Schlesischen Gesellschaft gegründet. Sie wird heute vielfach als das wissenschaftliche Paradepferd der Schlesischen Gesellschaft betrachtet.
Die naturwissenschaftliche Sektion publizierte von 1821 bis Anfang 1825 ihre Bulletins in den Schlesischen Provinzialblättern, und dann bis 1832 als Beilage zu der Breslauer Zeitung.
Jährlich erschienen etwa 9 bis 11 Nummern der Bulletins, in denen von den Sitzungen und den dort vorgetragenen Abhandlungen des zurückliegenden Monats berichtet wurde.
Der 1822 zum Ehrenmitglied der Schlesischen Gesellschaft ernannte Johann Wolfgang von Goethe meinte am 29. Oktober 1825: Mir ist kein gemeinnütziger Verein bekannt, wo mit solcher Ausdauer und mit solchem Erfolge so mannigfaltige Zwecke verfolgt werden, wie es wirklich in der Schlesischen Gesellschaft für vaterländische Cultur statt findet. 1827 wurde Alexander von Humboldt Ehrenmitglied, und 1878 Charles Darwin. Durch Schriftenaustausch mit vielen Institutionen und korrespondierenden Mitgliedern wollte man einen weltweiten Wissensaustausch sicherstellen. 1853 stand die Schlesische Gesellschaft bereits mit über 350 Gesellschaften und Akademien von Stockholm bis Melbourne, von Paris bis Philadelphia in Verbindung.
Die Schlesische Gesellschaft für vaterländische Cultur ersetzte durch ihr hohes wissenschaftliches Niveau und ihr national wie international großes Ansehen die in Schlesien fehlende Akademie der Wissenschaften und Künste und war die mit Abstand bedeutendste wissenschaftliche Vereinigung Schlesiens. Sie war gleichzeitig von Bedeutung als zentrale Anlaufstelle, an die häufig Gutachten in Auftrag gegeben wurden. Die Schlesische Gesellschaft wurde so im Laufe der Jahre zu einem Wissenschaftsverein, der sich nicht auf ein einziges Fachgebiet beschränkte, sondern vielmehr allen geistigen Bedürfnissen und Interessen seiner Mitglieder breiten Raum bot. Die Gesellschaft nahm den ersten Rang aller schlesischen Bildungs- und Forschungsinstitute im 19. Jahrhundert ein, im Stellenwert und Ansehen durchaus vergleichbar mit der Royal Society in England. Sie war ein Forschungsinstitut mit vielen Sektionen, in deren Sitzungen Fragen wissenschaftlicher Art erörtert wurden und deren Ergebnisse in wertvollen Bulletins und Jahresberichten niedergelegt sind.
Ein besonderes Verdienst der Gesellschaft war, dass sie eine umfangreiche wissenschaftliche Bibliothek geschaffen hat, welche eine unentbehrliche Ergänzung der Bibliotheken Breslaus bildete, vor allem auch durch die große Zahl kostbarer Zeitschriften, welche die Gesellschaft durch den Schriftenaustausch mit deutschen und ausländischen gelehrten Gesellschaften erhielt. Ihre große, reichhaltige Bibliothek wurde 1886 mit der Universitätsbibliothek Breslau zur Verwaltung verbunden, da sie auf diese Weise besser zugänglich war.

## Funktionäre

### Präsidenten der Gesellschaft
- Friedrich-Albert Zimmermann (1810–1815)
- Friedrich Wilhelm Neumann (1816–1817)
- Friedrich Erhardt von Röder (1818–1819)
- Gottlob Friedrich (Fritz) Konstantin von Stein (1820–1844)
- August Hermann von Staff (1845–1846)
- Heinrich Robert Göppert (1846–1884)
- Rudolf Heidenhain (1884–1897)
- Carl Flügge (1898)
- Johann von Mikulicz-Radecki (1899)
- Richard Foerster (1900–1922)
- Ferdinand Albin Pax (1923–1926)
- Wilhelm Kroll (1927–1935)
- Gustav Adolf Walz (1935–1938)
- Walter von Boeckmann (1938–1940)
- Albert Hesse (1940–1945)

### Generalsekretäre
- Carl Friedrich Eduard Bartsch (1845–1871)
- Gustav Dickhuth (1889–1893)

- Ferdinand Albin Pax (1916–1922)

### Vorsitzende der philologisch-archäologischen Sektion
- Richard Foerster (1901–1922)
- Eduard Norden (1901–1906)
- Franz Skutsch (1906–1912)
- Theodor Thalheim (1912–1918)
- Otto Miller (1918–?)
- Konrat Ziegler (bis 1923)
- Wilhelm Kroll (1923–1935)
- Ludolf Malten

### Haus der Schlesischen Gesellschaft für vaterländische Kultur
1906 ließ sich die Gesellschaft im Südosten der Matthiasinsel ein neues Gesellschaftshaus nach Plänen des Berliner Architekten Rudolf Zahn errichten. Es wurde am 27. Oktober 1907 eingeweiht.

## Schriften
- Übersicht der Arbeiten und Veränderungen der schlesischen Gesellschaft für vaterländische Cultur im Jahre 1834. Graß [u. a.], Breslau 1835; Digitalisat